# Velocity (romanzo)
Velocity è un romanzo thriller di Dean Koontz, pubblicato nel 2005. Il libro è stato tradotto in polacco, spagnolo, turco, ungherese, neogreco, coreano, tedesco, thailandese, giapponese, svedese, francese, vietnamita, russo, oltre che in italiano.

## Trama
Il romanzo narra della vita di un normale barista di quartiere, sconvolta da messaggi terrificanti che si ritrova apposti al parabrezza della propria auto. Un killer spietato gli fa scegliere tra la morte di due persone: pian piano, da persone totalmente estranee, si troverà a decidere il destino d'individui a lui cari.
Ovviamente il protagonista non può permettersi di fare finta di niente ed è per questa ragione che dovrà comprendere per quale motivo quest'assassino vuole lui, che non ha mai fatto niente nella sua vita.

## Edizioni in italiano
- Dean R. Koontz, Velocity, traduzione di Annabella Caminiti, Milano: Sperling & Kupfer, 2006
- Dean R. Koontz, Velocity, traduzione di Annabella Caminiti, Milano: Sperling & Kupfer economica, 2008